# Barracão (Friões)
Barracão é uma pequena aldeia portuguesa da freguesia de Friões, município de Valpaços, com cerca de 10 habitantes.

## Localização
É a única localidade da freguesia de Friões, atravessada por uma estrada Nacional (EN 213), a meio caminho entre as cidades de Chaves e Valpaços. Aqui começa a estrada municipal 541, central na freguesia de Friões.
Devido à sua localização privilegiada, Barracão é apontado como a localização de um futuro aeroporto ou aeródromo para a região do Alto Tâmega, a construir pelos municípios de Chaves e Valpaços.

## Topónimo
O nome terá origem em barraca, e existem muitas localidades com este nome em Portugal e no Brasil, pelo que "Barracão" teria sido uma barraca de grandes dimensões.

## Património
- Cruzeiro do Barracão.

## Atividade económica
Comércio de combustíveis, restauração e agricultura.

## Localidades Homónimas
- Barracão, Estado de Paraná, Brasil
- Barracão, Estado de Rio Grande do Sul, Brasil
- Barracão, 3570-21 Valverde, Aguiar da Beira, Guarda
- Barracão, 4970-205 Madalena (Jolda), Arcos de Valdevez, Viana do Castelo
- Barracão, 5110-015 Aldeias, Armamar, Viseu
- Barracão, 3060-313 Febres, Cantanhede, Coimbra
- Barracão, 6300-151 Panoias de Cima, Guarda, Guarda
- Barracão, 3620-502 Sever, Moimenta da Beira, Viseu
- Barracão, 8550-213 Monchique, Monchique, Faro
- Barracão, 5470-052 Cervos, Montalegre, Vila Real
- Barracão, 3450-031 Cortegaça, Mortágua, Viseu